# Ibrahim Mahudhee
Ibrahim Mahudhee Hussain (22 agosto 1993) è un calciatore maldiviano, attaccante del Maziya e della nazionale maldiviana.

## Carriera

### Club
Ha giocato nella massima serie maldiviana.

### Nazionale
Ha esordito in nazionale nel 2017.

## Statistiche

### Cronologia presenze e reti in nazionale
| Cronologia completa delle presenze e delle reti in nazionale ― Maldive | Cronologia completa delle presenze e delle reti in nazionale ― Maldive | Cronologia completa delle presenze e delle reti in nazionale ― Maldive | Cronologia completa delle presenze e delle reti in nazionale ― Maldive | Cronologia completa delle presenze e delle reti in nazionale ― Maldive | Cronologia completa delle presenze e delle reti in nazionale ― Maldive | Cronologia completa delle presenze e delle reti in nazionale ― Maldive | Cronologia completa delle presenze e delle reti in nazionale ― Maldive |
| Data                                                                   | Città                                                                  | In casa                                                                | Risultato                                                              | Ospiti                                                                 | Competizione                                                           | Reti                                                                   | Note                                                                   |
| ---------------------------------------------------------------------- | ---------------------------------------------------------------------- | ---------------------------------------------------------------------- | ---------------------------------------------------------------------- | ---------------------------------------------------------------------- | ---------------------------------------------------------------------- | ---------------------------------------------------------------------- | ---------------------------------------------------------------------- |
| 23-3-2018                                                              | Kallang                                                                | Singapore                                                              | 3 – 2                                                                  | Maldive                                                                | Amichevole                                                             | 1                                                                      | 73’                                                                    |
| 5-9-2019                                                               | Dededo                                                                 | Guam                                                                   | 0 – 1                                                                  | Maldive                                                                | Qual. Mondiali 2022                                                    | 1                                                                      | 86’                                                                    |
| 11-6-2021                                                              | Sharjah                                                                | Cina                                                                   | 5 – 0                                                                  | Maldive                                                                | Qual. Mondiali 2022                                                    | -                                                                      |                                                                        |
| Totale                                                                 |                                                                        | Presenze                                                               | 3                                                                      |                                                                        | Reti                                                                   | 2                                                                      |                                                                        |